# تاتیانا مدوتسکا
تاتیانا مِـدوِتسکا (چکی: Taťjana Medvecká؛ زادهٔ ۱۰ نوامبر ۱۹۵۳) بازیگر اهل جمهوری چک است.
از فیلم‌ها یا برنامه‌های تلویزیونی که وی در آن نقش داشته‌است، می‌توان به ستاره چهارم، بوته سوزان، باتوری، دیو و دلبر، عملیات سیلور اِی و همسر نگهبان باغ وحش اشاره کرد.